# Evoxina
Evoxina (haploperina) es un alcaloide furoquinolina con efectos hipnóticos y sedantes. Se encuentra naturalmente en una variedad de plantas de Australia y África, incluyendo Evodia xanthoxyloides y Teclea gerrardii.